# Afipski
Afipski (en russe : Афипский) est une commune urbaine du raïon de Severskaïa dans le kraï de Krasnodar dans le Kouban en Russie. Sa population s'élevait à 23 594 habitants en 2023 

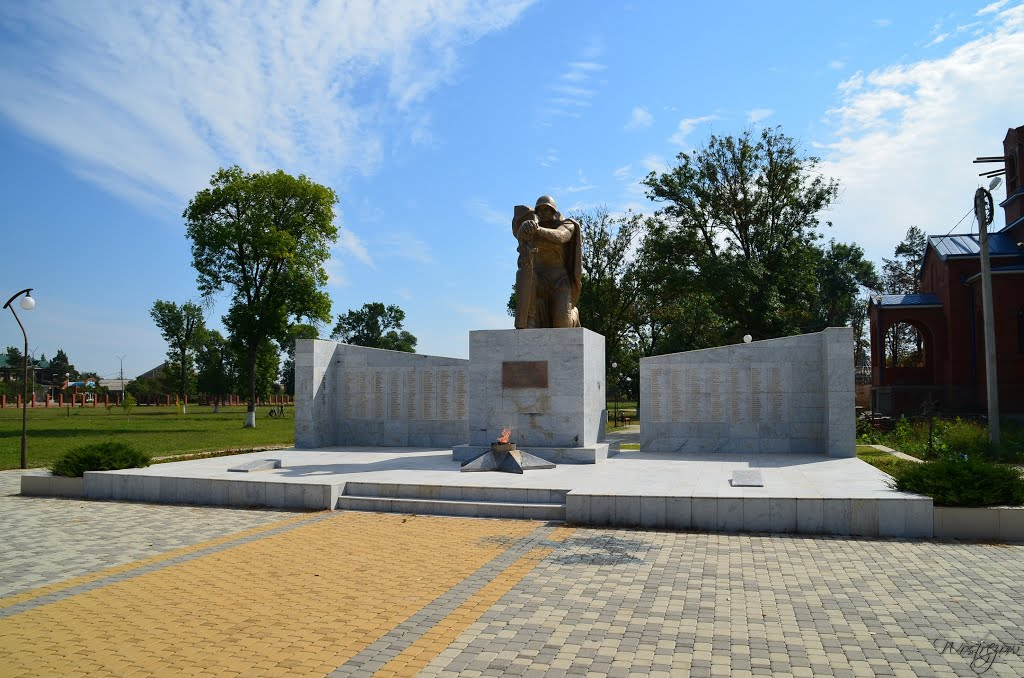
Mémorial.
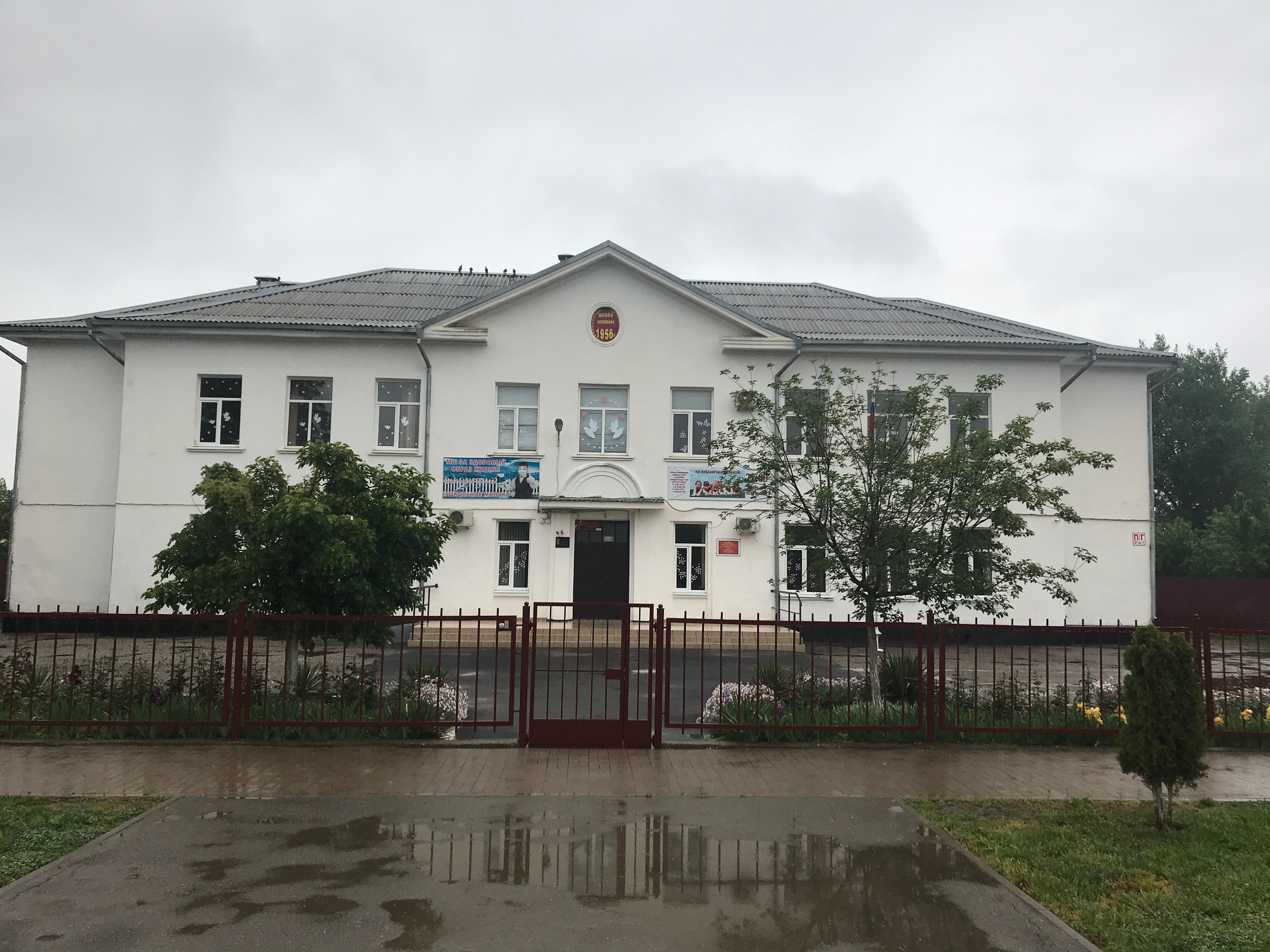
Ecole.
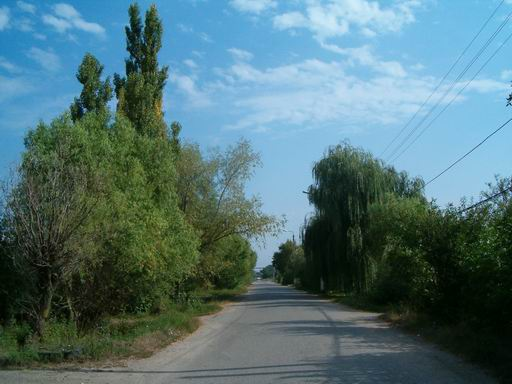
Rivière Afips.
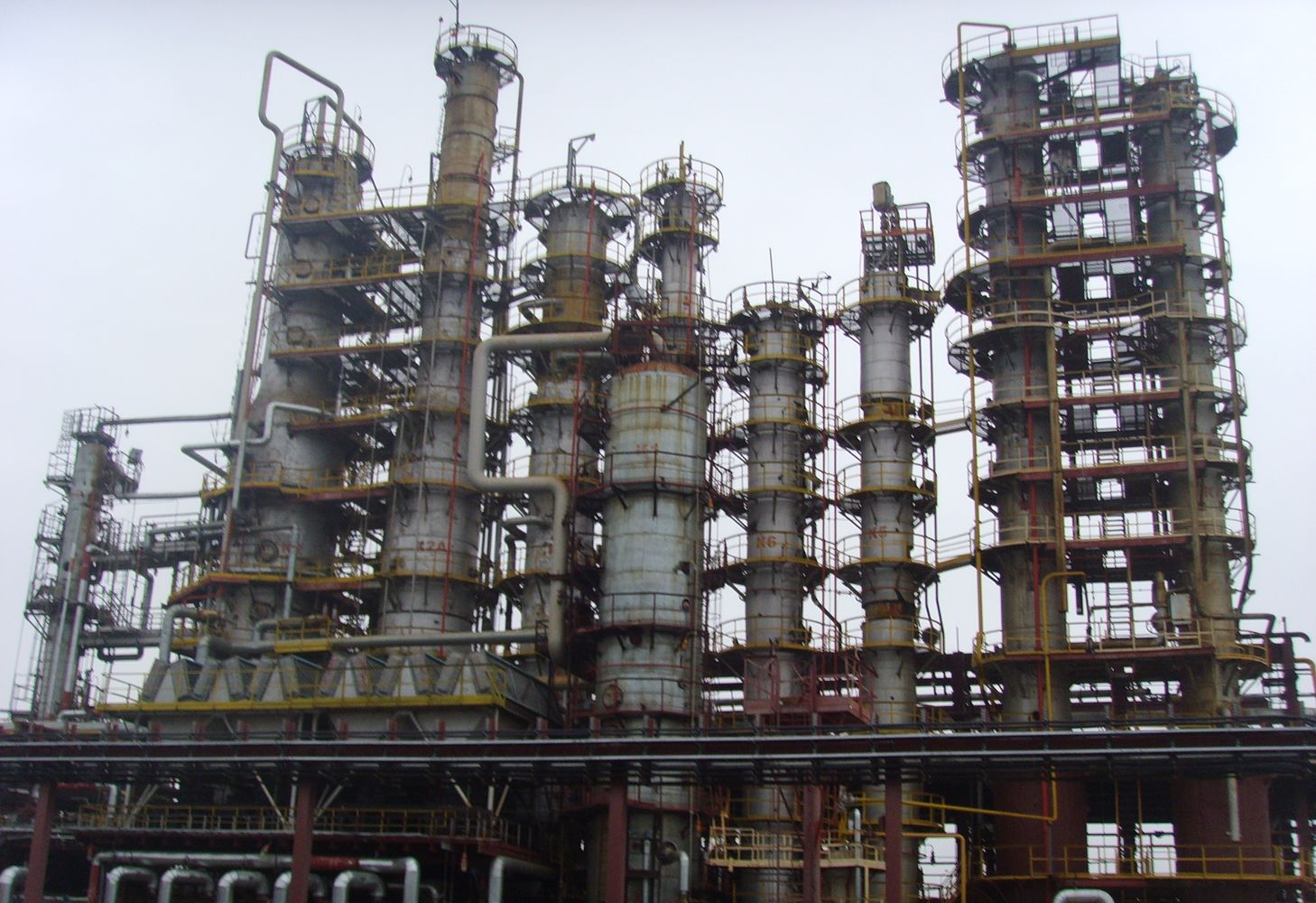
Raffinerie spécialisé en production de GNL.